# Acrapex leptepilepta
Acrapex leptepilepta là một loài bướm đêm thuộc họ Noctuidae. Nó là loài đặc hữu của Lesotho.